# 海生爬行動物

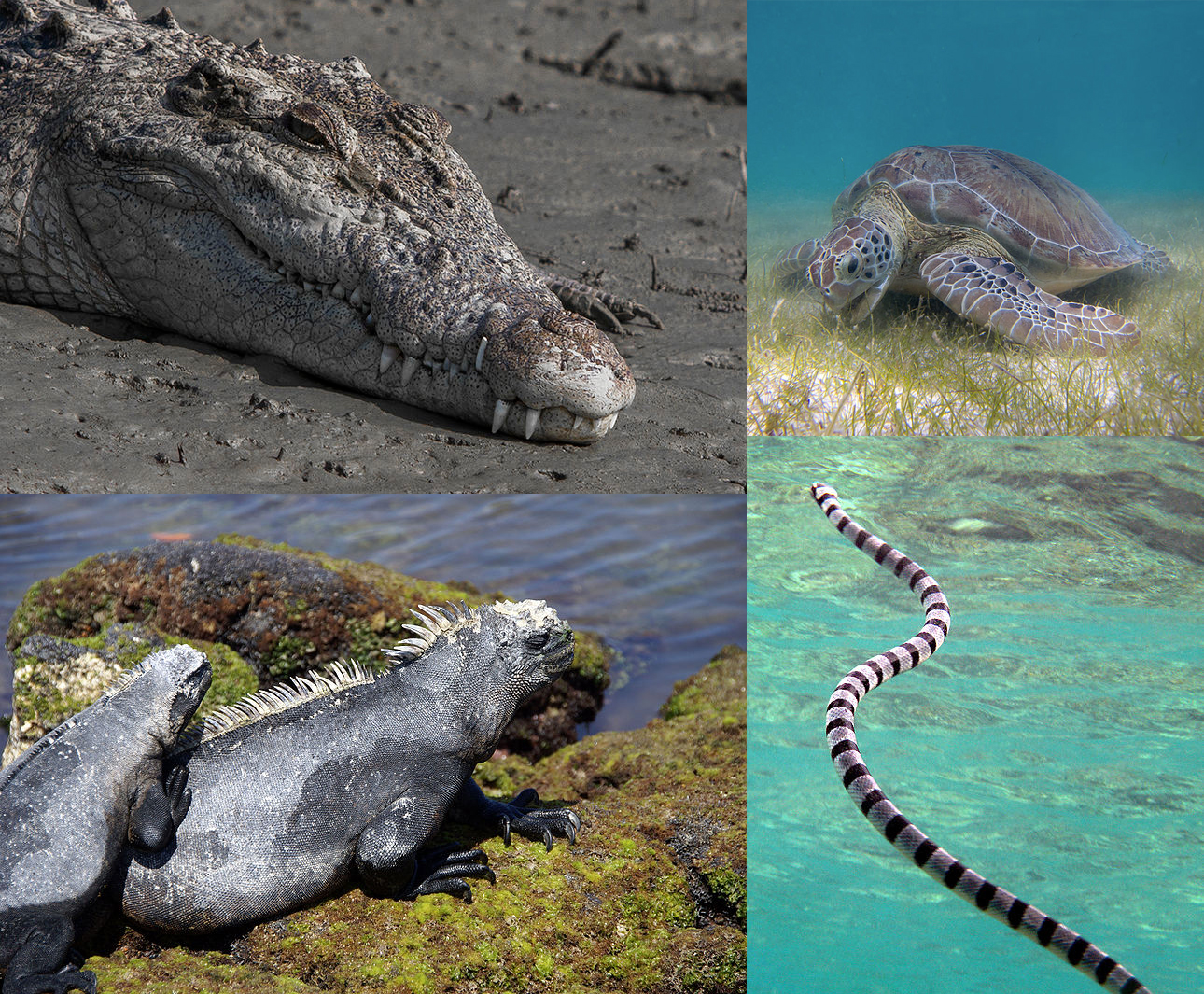
現存的海生爬蟲類

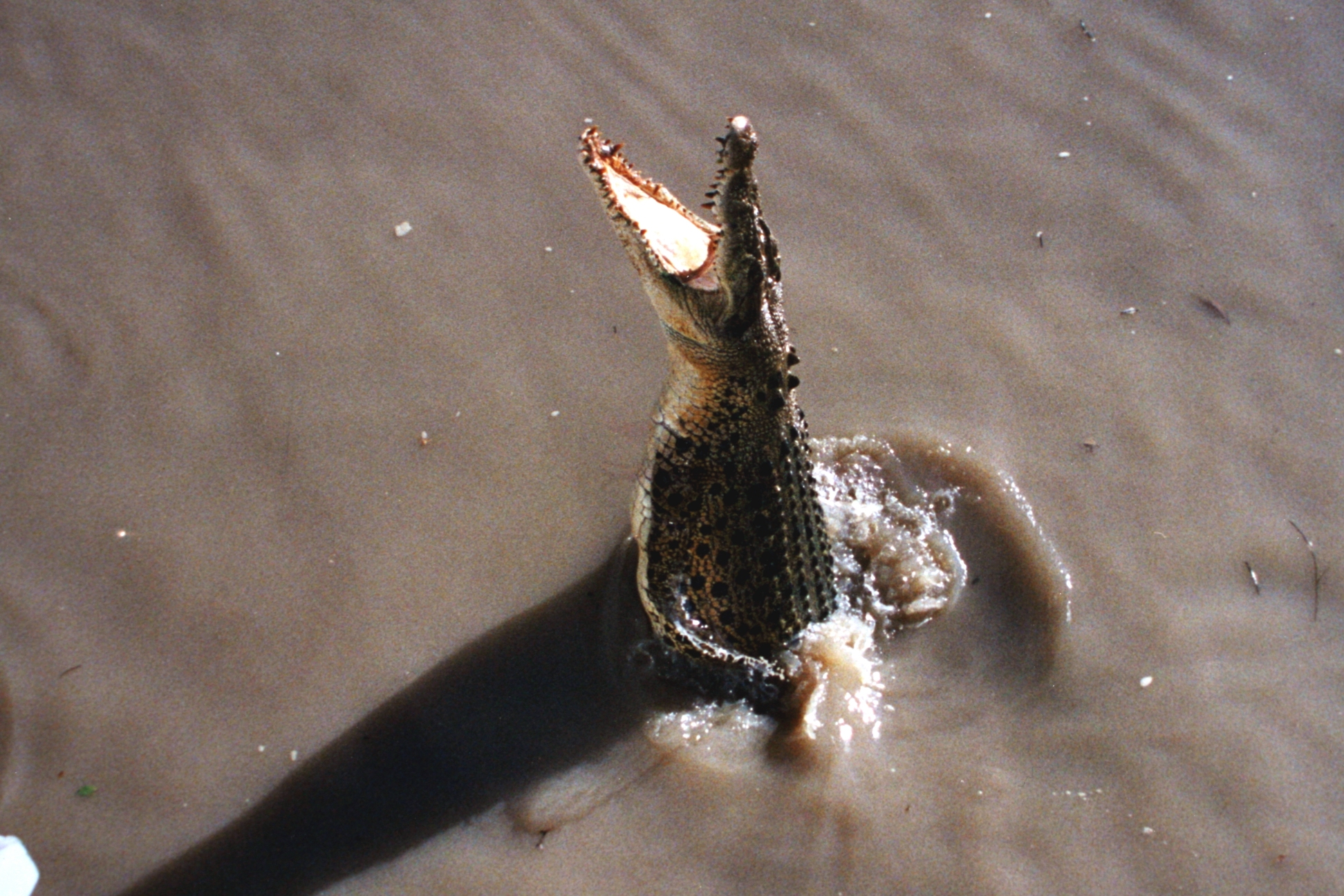
從河中跳躍出來的鹹水鱷

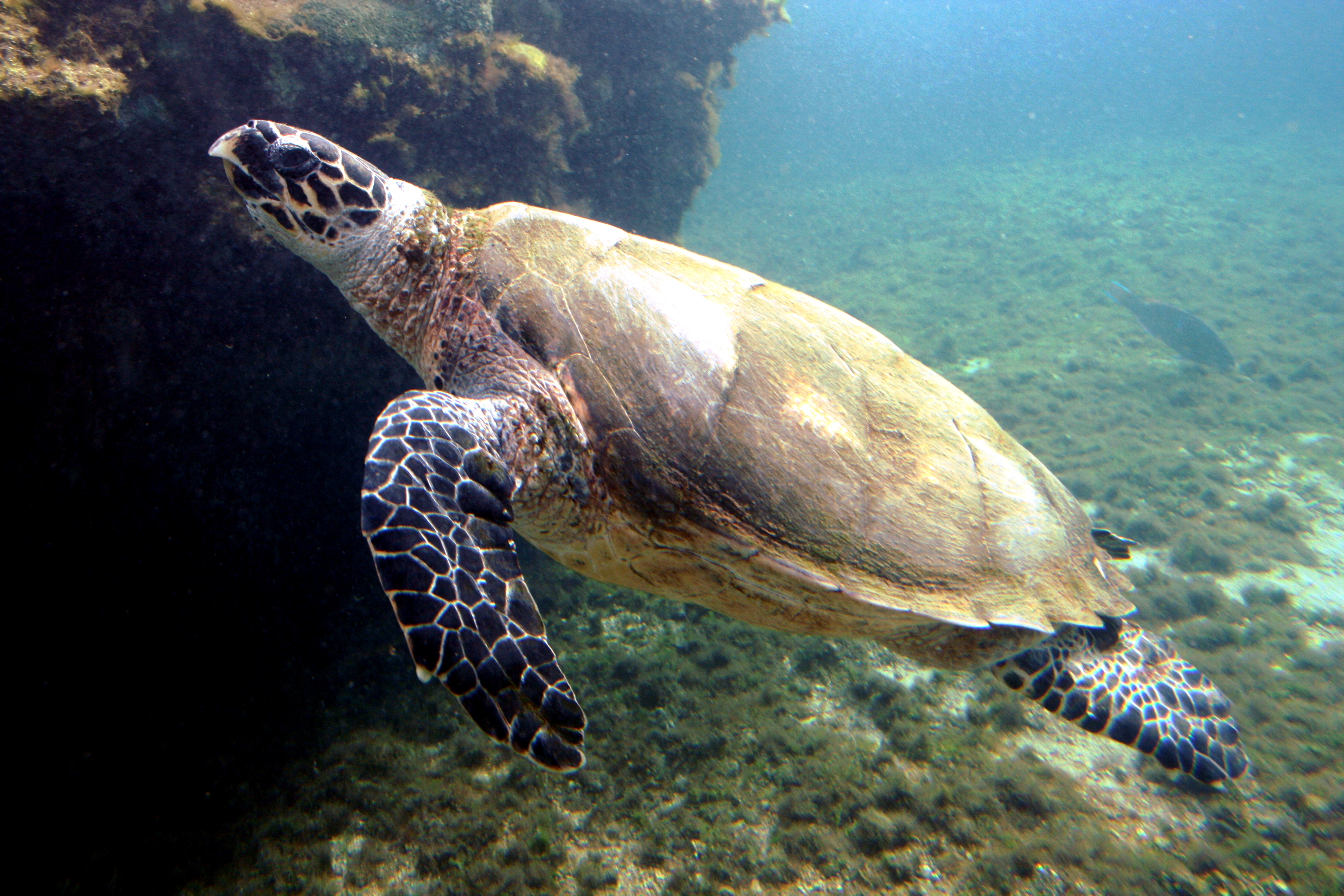
生存於海洋的海龜

海生爬行動物（英文：marine reptiles）也称海洋爬行动物或简称海爬，泛指演化自陆生祖先但再次演化適應海水或半咸水環境的水生或半水生爬行動物。
爬行类所属的蜥形纲本是演化适应陆地环境的羊膜动物，但一些爬行类動物在古生代末期开始重新进入水域环境生活，但因为在当时淡水生态系统主要由大型肉鳍鱼和离片椎类两栖动物霸占，这些爬行类大多向咸水和半咸水区发展并出现辐射适应。从中生代早期开始，爬行类下海的趋势愈增，出现了许多古生物学上著名的演化支，比如魚龍、蛇頸龍、滄龍、幻龍、海龍、海鱷、楯齒龍和古巨龟。这些海洋爬行动物在白垩纪—古近纪灭绝事件中几乎全部灭绝，只有极少数海龟存活到了新生代。现存的海洋爬行动物除海龟外大多是新生代才重新适应海洋环境的淡水物种和陆生物种，比如咸水鳄、海蛇和海鬣蜥。
魚龍和蛇頸龍曾一度被歸類於「Enaliosauria」，這個分類目前已被遺棄不用。

## 习性
有些高度演化的海生爬行動物，例如魚龍類與滄龍類，極少回到陸地上，出生在水裡。其他如海龜與鹹水鱷，仍然會到岸邊產卵。

## 史前物种
在2.5亿年前的三叠纪早期，各种蜥形纲的爬行动物开始进入水中，并依靠体型和强大的咬合力掀起了中生代海洋革命并统治海洋生态系统达1.8亿年。最早的大型海洋爬行动物是鱼龙類；同一时期还有楯齒龍類。到了2.0亿年前，出现了蛇頸龍。其中上龙类是蛇頸龍中体型最大的，长达12米。
主要的中生代海洋爬行动物包括：
- 鱼龙超目（Ichthyosauria）
- 鳍龙超目（Sauropterygia）
  - 楯齿龙目（Placodontia）
  - 幻龙目（Nothosauria）
  - 蛇颈龙目（Plesiosauria）
    - 上龙亚目（Pliosauroidea）
- 沧龙超科（Mososauroidea）
- 海龙目（Thalattosauria）
- 中龙目（Mesosauria）
- 海鳄亚目（Thalattosuchia）
- 原盖龟科（Protostegidea）

在白堊紀末的大規模滅絕事件後，海生爬行動物集群灭亡，仅剩下海龟的祖先和少数半水生物种存活。海洋爬行动物空出的掠食者生态位被鲨类软骨鱼和之后下海的古鲸类海洋哺乳动物取代。

## 現存物種
現存海生爬行動物包括：大型海龜、海蛇、海鬣蜥、以及个别咸水鳄物種。
- 海龜：現存共有7種，多半棲息於中美洲、南美洲與加勒比地區的熱帶沿岸海域。不過海龜遷徙的範圍路徑很廣，最北曾經在斯堪地那維亞發現。海龜為獨居動物，但在築巢期時也會群聚在一起。雖然僅有 7 種海龜為完全海生，許多種類的烏龜棲息於汽水水域中[3][4]。
- 海蛇：現存共有超過60種，棲息於印度洋和太平洋的熱帶及亞熱帶海域，有部分的目擊報告指出海蛇有可能也出沒於大西洋。海蛇具有毒液，對人類可能致命，儘管大多時間牠們在反擊時僅會注入非致命的極少量毒液。海蛇和陸生蛇最大的差異在於牠們具有扁平的尾部[3][5]。
- 海鬣蜥：僅1种，棲息於东太平洋的加拉巴哥群島，且尚未完全適應海生生活。儘管海鬣蜥幾乎完全以潜水啃食海藻為生，牠們必須回到陸地上築巢以及曬太陽來維持體溫，因此十分容易受到陸地掠食者的攻擊[3][6]。
- 灣鱷與美洲鱷：所有23種現存的鱷魚均非完全海生，不過灣鱷可以透過鹽腺來排出體內多餘的鹽分，因此得以棲息在東南亞及澳洲河口湾的半咸水域中。灣鱷為現存体型最大的鱷魚，同時也是現存最大的爬行类，體長可達 6米（19英尺8英寸）[3][7]。美洲鱷同樣也偏好棲息於半咸水域而非淡水之中[8]。
- 海鳥：如企鵝、海雀等動物。因恐龍為一種爬行動物，而鳥類為一種恐龍，故海鳥亦是現存海生爬行動物。